# Дегтяренко Петро Михайлович
Петро Михайлович Дегтяренко (12 (24) серпня 1885 , Чубинці, Чубинецька волость, Сквирський повіт, Київська губернія, Російська імперія  — 1938 , СРСР ) — радянський партійний і державний діяч.

## Біографія
Народився 12 (24) серпня 1885 року в селі Чубинцях Київської губернії (тепер Сквирського району Київської області).
У 1904 році був арештований і засуджений до адміністративної висилки в Вологодську губернію звідки втік. Член РСДРП з 1906 року. З 1909 року — у Києві: вів підпільну партійну роботу. У 1915 році знову арештований. Засуджений до адміністративної висилки в Єнісейську губернію.
З 1917 року на партійній, профспілковій роботі в Києві. У 1917–1918 роках був командиром загону Червоної гвардії, виконувачем обов'язків начальника Київського гарнізону. Учасник збройних повстань у жовтні 1917 і в січні 1918. Під час окупації міста був членом Київського підпільного губернського комітету КП(б) України.
З 28 грудня 1918 року — голова Київської Ради, з лютого 1919 року — помічник коменданта Києва, заступник голови Київської губернської надзвичайної комісії. З квітня по серпень 1919 року — голова Київської губернської надзвичайної комісії. У вересні 1919 року — відповідальний секретар Жовтневого районного комітету КП(б) України у Києві, потім був воєнкомом бригади, уповноваженим ЦК КП (б) України в 13-й армії.
З 1920 року — голова Уманського революційного комітету. З 1921 року — на партійній, радянській роботі. У 1923 році — голова виконавчого комітету Полтавської окружної ради, завідувач Полтавської губернської робітничо-селянської інспекції.
З 1937 року — заступник народного комісара легкої промисловості Української РСР.
Розстріляний у 1938 році. Посмертно реабілітований у другій половині 1950-х років.